# Benoîtville
Benoîtville – miejscowość i gmina we Francji, w regionie Normandia, w departamencie Manche.
Według danych na rok 1990 gminę zamieszkiwały 443 osoby, a gęstość zaludnienia wynosiła 53 osoby/km² (wśród 1815 gmin Dolnej Normandii Benoîtville plasuje się na 477. miejscu pod względem liczby ludności, natomiast pod względem powierzchni na miejscu 624.).